# Papaipema dribi
Papaipema dribi är en fjärilsart som beskrevs av Barnes och Benjamin 1926. Papaipema dribi ingår i släktet Papaipema och familjen nattflyn. Inga underarter finns listade i Catalogue of Life.